# 湯島天滿宮
湯島天滿宮（日语：／）是位在日本東京都文京區的神社。通稱湯島天神。舊稱湯島神社。舊社格為府社（現神社本廳的別表神社）。神紋是「加賀梅鉢紋」。

## 概要
自古以來江戶、東京的代表性天滿宮，因祭祀學問之神菅原道真，考季或平時都有非常多的學生前來參拜。社內以梅花聞名，歌曲《湯島白梅》（1942年）是戰時的熱門歌曲。

## 祭神
- 天之手力雄命 （あめのたぢからをのみこと）
- 菅原道真公 （すがわらのみちざねこう）

## 歷史
傳聞於雄略天皇2年1月（西元458年），在雄略天皇勅命下，創建本神社祭祀天之手力雄命（あめのたぢからをのみこと）。南北朝時代的正平10年（1355年），在地方民眾的請願下，神社合祀菅原道真。也有傳聞此時才是正式創建的時間。
德川家康入主江戶城後，本神社受到德川家的崇敬。江戶時代眾多學者、文人來訪。另外，享保時期因富籤興盛（江戶三富之一），也受到庶民愛戴。
明治5年，依據近代社格制度，本社列為鄉社，明治18年昇格府社。
平成13年（2001年），成為神社本廳的別表神社。平成12年（2000年）3月31日，「湯島神社」改稱「湯島天滿宮」。

## 境內

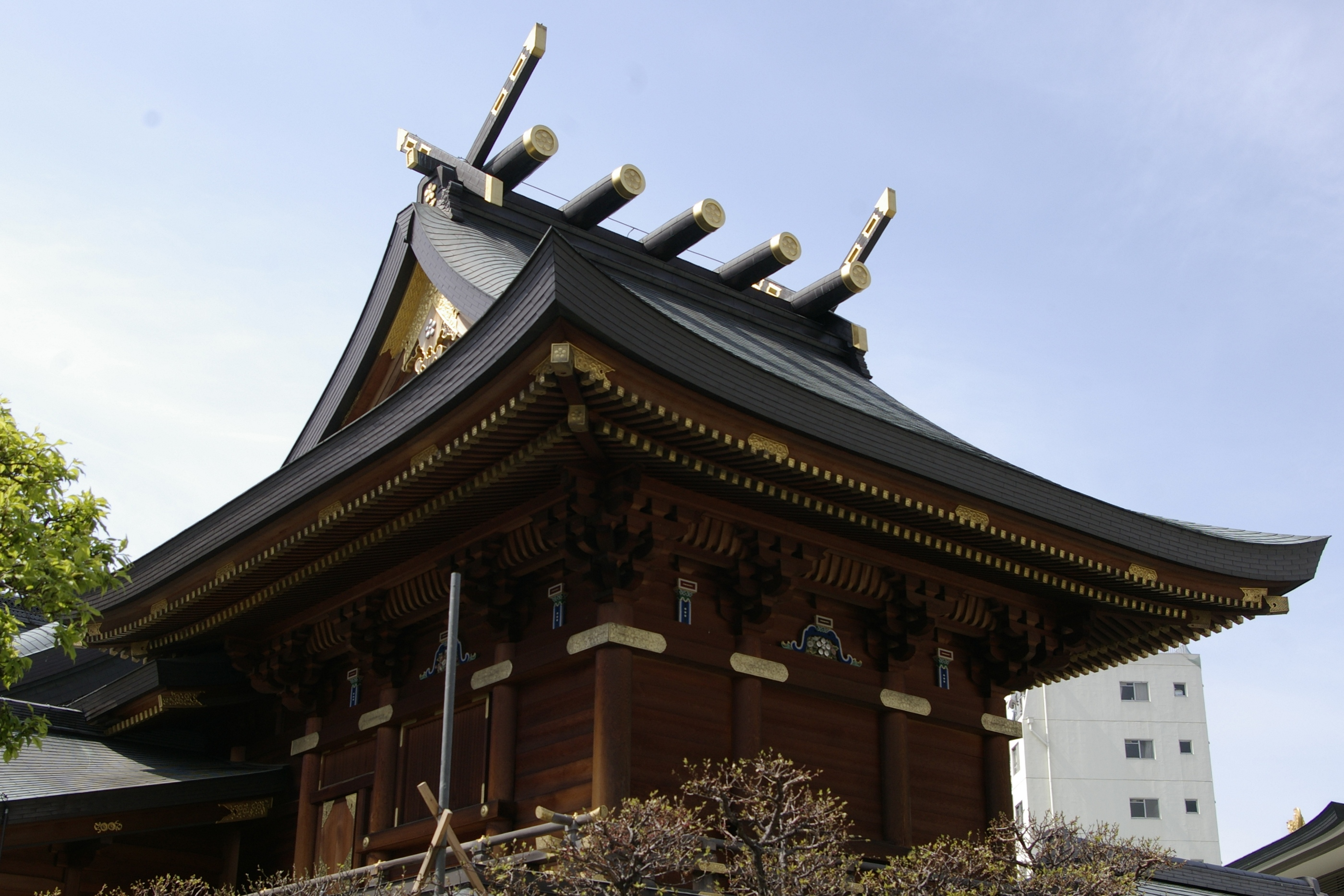
本殿 權現造（日语：権現造）。過去社殿在明治18年改建，後因建物老化，於平成7年（1995年）12月重建。
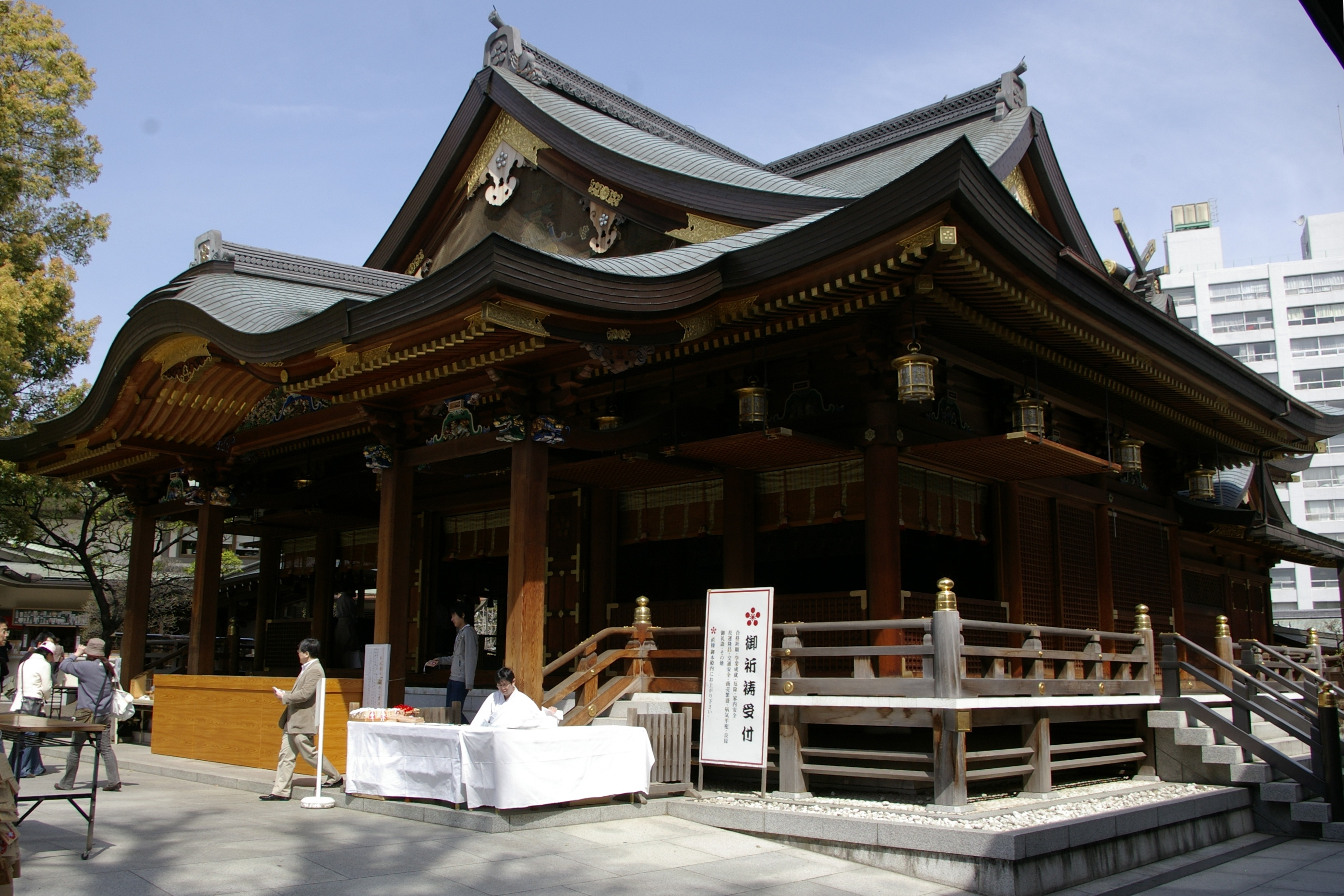
拝殿
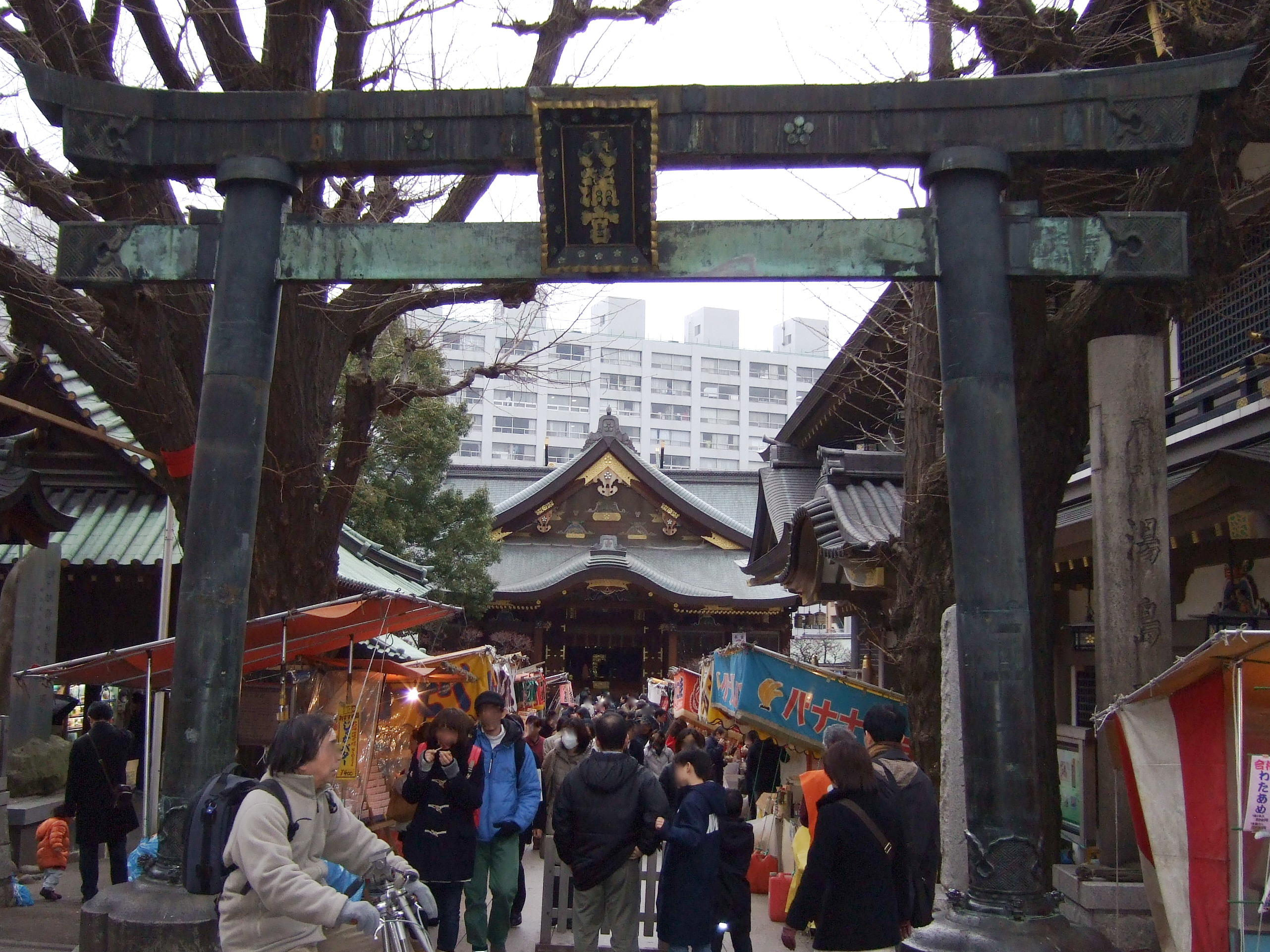
表鳥居 寛文7年（1667年）創建。都指定文化財。

## 攝末社
- 攝社 戶隠神社祭神：天之手力雄命。例祭：10月10日
- 末社 笹塚稻荷神社
祭神：宇迦之御魂神。例祭：3月舊二之午之日

## 祭典
- 元旦祭 （1月1日）
- 成人祭 （1月15日）
- 初天神祭（換鷽（日语：鷽替え）神事） （1月25日）
- 節分祭（撒豆） （2月3日]）
- 梅祭 （2月上旬 - 3月上旬）
- 例大祭 （5月25日）
- 夏越大祓式（跨茅輪（茅の輪くぐり）神事） （6月30日）
- 菊祭（11月1日-11月23日）
- 七五三祝祭 （11月15日）
- 納天神祭 （12月25日）
- 歲之市 （12月26日）
- 師走大祓式、除夜祭 （12月31日）

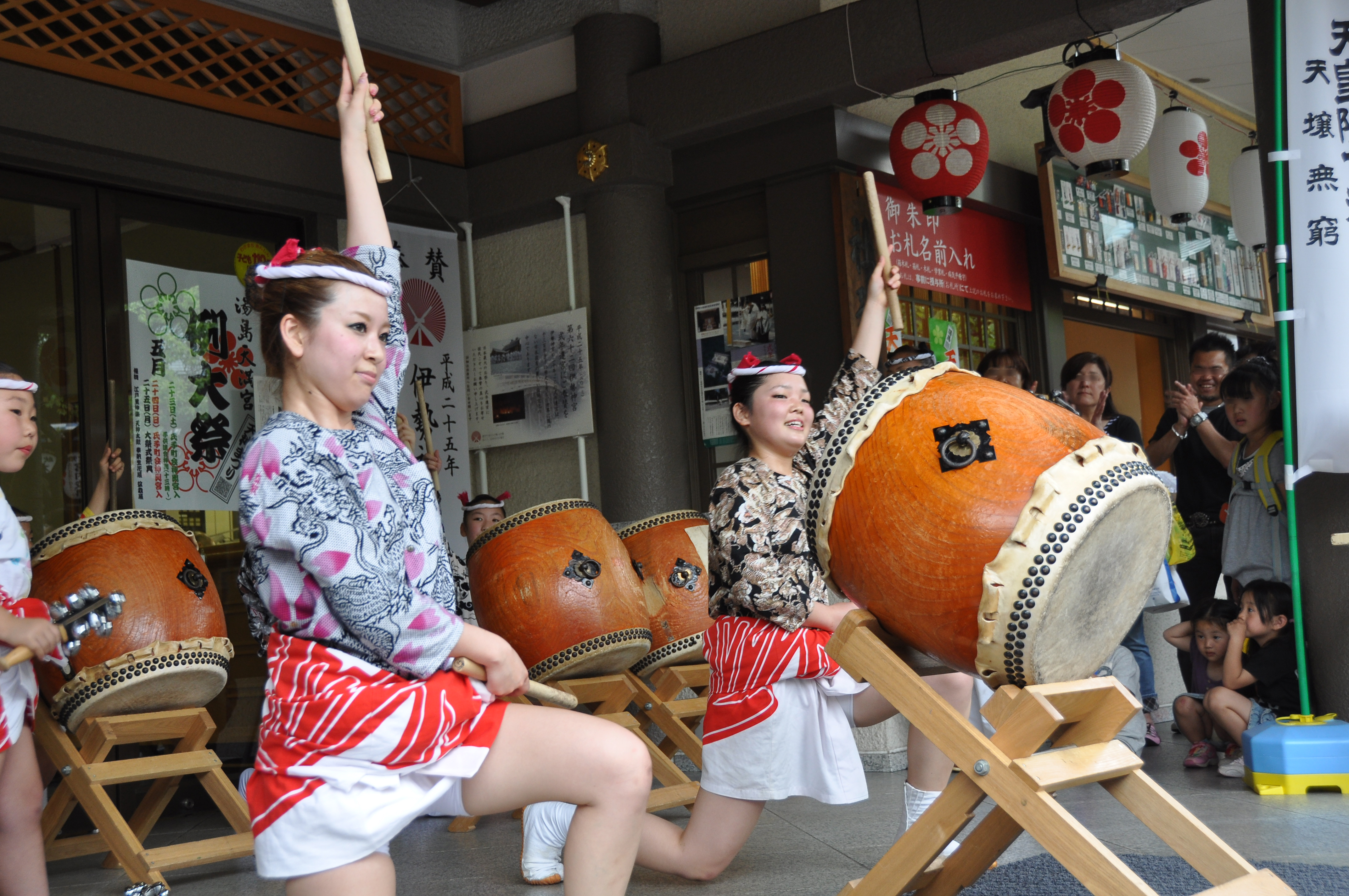
例大祭（5月）
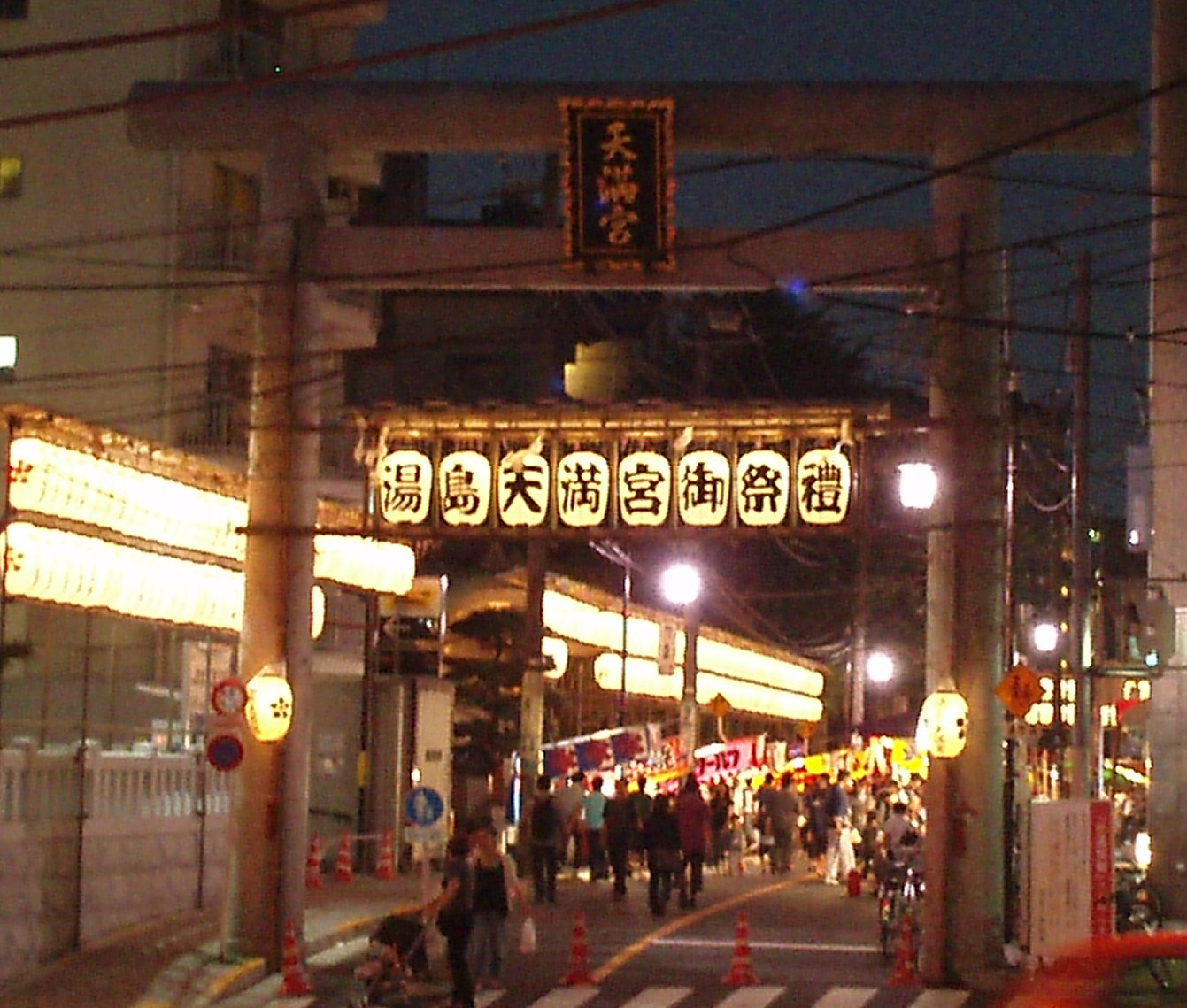
例大祭（5月）
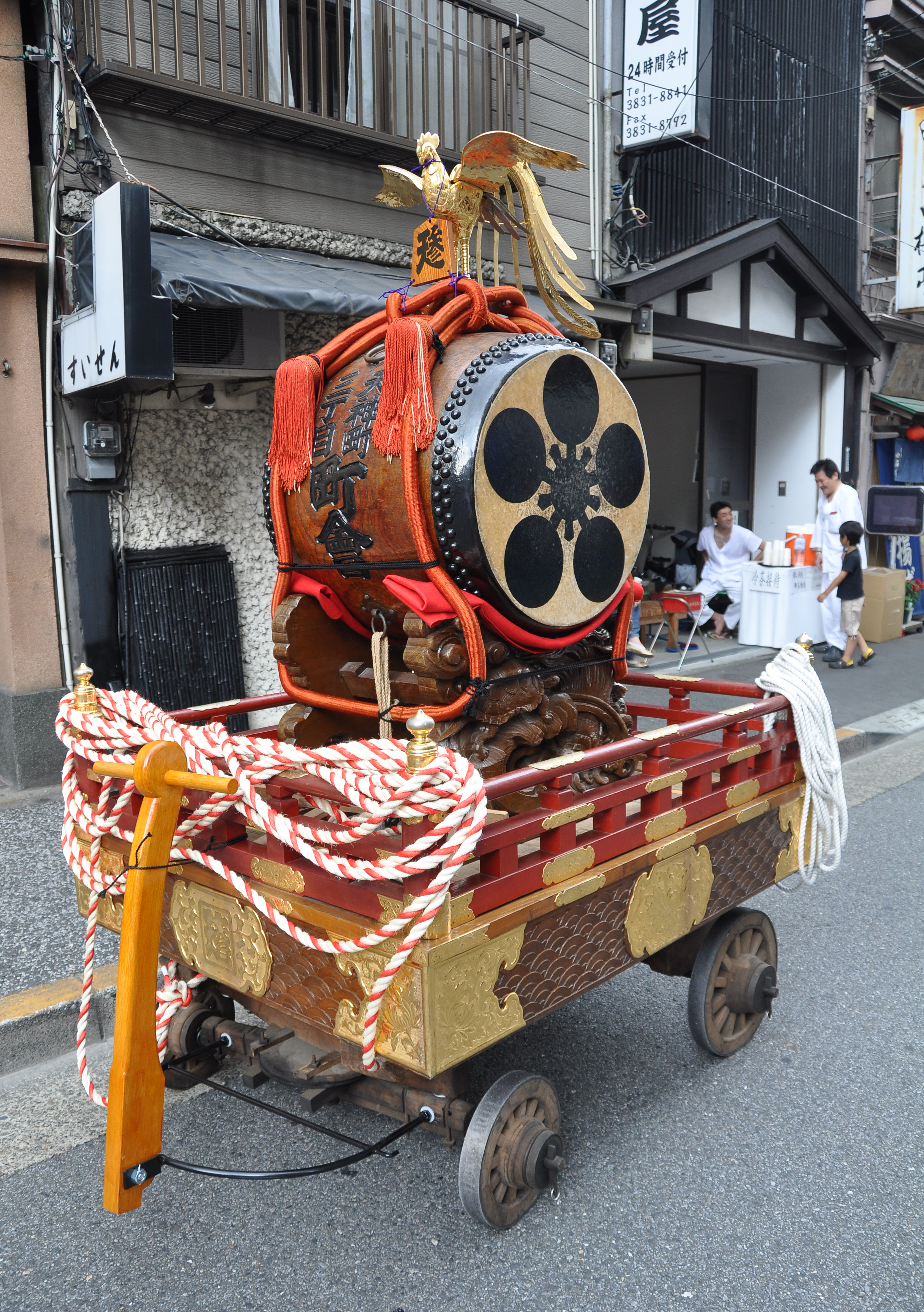
例大祭使用的山車

## 文化財

### 東京都指定文化財
- 表鳥居（建築物） - 昭和45年8月3日指定

### 文京區指定文化財
- 板繪著色 野見宿禰與當麻蹶速圖額裝 1面（繪畫） - 昭和57年11月1日指定
- 板繪著色 入船圖額裝 1面（繪畫） - 昭和57年11月1日指定
- 紙本墨畫 龍虎圖 2面（附鷹、山水圖2面）（繪畫） - 昭和57年11月1日指定
- 天神面 1面（雕刻） - 平成6年11月1日指定
- 湯島天神門前總圖（古文書） - 昭和50年11月1日指定
- 奇緣冰人石（有形民俗文化財） - 昭和60年11月1日指定

## 登場作品
- 泉鏡花《婦系圖（日语：婦系図）》
- 重松清《流星休旅車》
- 荒俣宏《帝都物語》

## 當地資訊
所在地
- 東京都文京區湯島3丁目30番1號

交通方式
- 東京地下鐵千代田線 湯島站 3號出口 （步行2分）
- 都營地下鐵大江戶線 上野御徒町站 A4出口 （步行5分）
- 東京地下鐵銀座線 上野廣小路站 A4出口 （步行5分）
- JR山手線 御徒町站 北口 （步行8分）
- 東京地下鐵丸之內線 本鄉三丁目站 （步行9分）

周邊
- 不忍池
- 湯島聖堂

## 關連項目
- 天滿宮
- 御靈信仰
- 神佛習合
- 修驗道
- 湯島

## 外部連結
- 湯島天滿宮 （页面存档备份，存于）